# Bruno Alves
Bruno Eduardo Regufe Alves (n. 27 noiembrie 1981) este un fotbalist portughez retras din activitate care a evoluat pe postul de fundaș central.
A început și și-a petrecut cea mai mare parte a carierei profesionale la FC Porto, unde a câștigat un total de nouă titluri și a jucat în 171 de jocuri oficiale. De asemenea, a câștigat trofee în Rusia cu Zenit Sankt Petersburg și în Turcia cu Fenerbahçe.
Internațional cu echipa națională de fotbal a Portugaliei din 2007, Alves a reprezentat țara la trei Cupe Mondiale, trei Campionate Europene și o Cupă a Confederațiilor, câștigând Euro 2016 și reușind un total de 96 de selecții în acest proces.

## Titluri

### Echipă
Porto
- Primeira Liga: 2005–06, 2006–07, 2007–08, 2008–09
- Taça de Portugal: 2005–06, 2008–09, 2009–10
- Supertaça Cândido de Oliveira: 2006, 2009
- Taça da Liga: Finalist 2009–10

Zenit
- Prima Ligă Rusă: 2010, 2011–12
- Supercupa Rusiei: 2011

Fenerbahçe
- Süper Lig: 2013–14

### Echipa națională
- Campionatul European de Fotbal:2016

### Individual
- Jucătorul Campionatului Portugaliei: 2009

## Legături externe
- Bruno Alves pe footballzz.co.uk
- Stats at ForaDeJogo Arhivat în 28 ianuarie 2015, la Wayback Machine.
- PortuGOAL profile Arhivat în 23 iulie 2011, la Wayback Machine.
- Bruno Alves pe site-ul National-Football-Teams.com
- Bruno Alves pe site-ul FIFA (arhivat)